# The Raven That Refused to Sing (And Other Stories)
The Raven That Refused to Sing (And Other Stories) – trzeci album studyjny brytyjskiego muzyka Stevena Wilsona. Wydawnictwo ukazało się 25 lutego 2013 roku nakładem wytwórni muzycznej Kscope Music. Nagrania zostały zarejestrowane pomiędzy 15 a 21 września 2012 roku w East West Studios w Los Angeles w USA. W sesji Wilsona wsparli gitarzysta Guthrie Govan, basista Nick Beggs, klawiszowiec Adam Holzman, perkusista Marco Minnemann oraz saksofonista, flecista i klarnecista Theo Travis. Na płycie wystąpili ponadto Jakko Jakszyk, Alan Parsons oraz Niko Tsonev.
Album dotarł do 57. miejsca listy Billboard 200 w Stanach Zjednoczonych. Materiał był promowany teledyskiem do utworu „The Raven That Refused To Sing”, który wyreżyserowali Jess Cope i Simon Cartwright.

## Lista utworów
Opracowano na podstawie materiału źródłowego.
1. „Luminol” – 12:10
2. „Drive Home” – 7:37
3. „The Holy Drinker” – 10:13
4. „The Pin Drop” – 5:03
5. „The Watchmaker” – 11:42
6. „The Raven That Refused To Sing” – 7:57

## Listy sprzedaży
| Lista                   | Kraj              | Pozycja |
| ----------------------- | ----------------- | ------- |
| Media Control Charts    | Niemcy            | 3       |
| Billboard 200           | Stany Zjednoczone | 57      |
| Suomen virallinen lista | Finlandia         | 17      |
| UK Albums Chart         | Wielka Brytania   | 28      |
| MegaCharts              | Holandia          | 16      |
| SNEP                    | Francja           | 51      |
| OLiS                    | Polska            | 25      |